# Gare Chabanel
Pour l’article homonyme, voir Noël Chabanel.
La gare Chabanel est une gare ferroviaire située sur la ligne Saint-Jérôme du réseau de train de banlieue de Montréal. Située dans l'arrondissement Ahuntsic-Cartierville de la ville de Montréal, elle est exploitée par Exo. Elle est mise en service le 8 janvier 2007 en simultané avec le prolongement de la ligne vers Saint-Jérôme.
Elle porte le nom de la rue Chabanel située à proximité, elle-même nommée en l'honneur de Noël Chabanel, un missionnaire jésuite et martyr canadien.

## Correspondances

### Autobus

#### Société de transport de Montréal[2]
| Circuit | Destinations                 | Tracé | Horaires |
| ------- | ---------------------------- | ----- | -------- |
| 54      | Charland – Chabanel          | Tracé | Horaires |
| 135     | De l'Esplanade               | Tracé | Horaires |
| 146     | Christophe-Colomb – Meilleur | Tracé | Horaires |
| 179     | De l'Acadie                  | Tracé | Horaires |